# Saivelselkä
Saivelselkä är en kulle i Finland. Den ligger i Sodankylä kommun i landskapet Lappland, i den norra delen av landet, 800 km norr om huvudstaden Helsingfors. Toppen på Saivelselkä är 216 meter över havet.
Terrängen runt Saivelselkä är platt.  Trakten runt Saivelselkä är nära nog obefolkad, med mindre än två invånare per kvadratkilometer.